# ۳۹۱۵ فوکوشیما
سیارک ۳۹۱۵ (به انگلیسی: 3915 Fukushima، نامگذاری:1988PA1) سه هزار و نهصد و پانزدهمین سیارک کشف شده‌است که در ۱۵ اوت ۱۹۸۸ کشف شد.
قدر مطلق سیارک برابر ۱۲٫۲۰ است.